# Zvonimir Šeparović
Zvonimir Šeparović (Blato, 1928. szeptember 14. – Zágráb, 2022. január 30.) horvát jogász, politikus, egyetemi tanár, a Zágrábi Egyetem rektora.

## Élete és munkássága
A Korčula szigetén fekvő Blato nevű faluban született 1928-ban, és ott járt elemi iskolába. A gimnáziumot Dubrovnikban és Splitben végezte, ahol 1947-ben érettségizett. Még ebben az évben beiratkozott Zágrábi Egyetem Jogi Karára, ahol 1953-ban diplomázott. Az igazságszolgáltatásban dolgozott (a korponai, a zágrábi és a károlyvárosi járásbíróság alkalmazottja volt) 1961-ig, amikor átkerült az egyetem jogi karára. Ebben az évben büntetőjogból mesterdiplomát szerzett „A bűn áldozata” témában. 1963 és 1965 között a Max-Planck Büntető- és Nemzetközi Jogi Intézetben tanult Freiburgban, ahol szakvizsgázott. 1966-ban doktorált a Ljubljanai Egyetemen „A közlekedésbiztonság büntetőjogi védelme” disszertációjával.
1967-ben adjunktus, 1972-ben pedig egyetemi docens lett. Ebben az évben Fulbright-ösztöndíjat kapott warrensburgi University of Central Missouri (Missouri, USA) egyetemre. 1979-ben egyetemi tanárrá választották. 1979/80-ban a Humboldt Alapítvány munkatársa volt Kölnben, Freiburgban és Berlinben. Az Állam- és Jogtudományi Karon dékánhelyettesi és dékáni feladatokat látott el. 1985-ben alapítója volt a Jugoszláv Viktimológiai Társaságnak. 1988 és 1991 között a Zágrábi Egyetem rektora volt. Rektori mandátuma egybeesett az egyetem alapításának 320. évfordulójával. Rektori működése alatt kezdődtek meg a demokratikus változások, állt helyre az együttműködés a Katolikus Teológiai Karral, és lett újra hivatali jelkép az egyetem régi rektori lánca, melyet még Ferenc József ajándékozott az egyetemnek. 1990-ben megalapította a Horvát Viktimológiai Társaságot.
Rektori megbízatása után 1991-től 1992-ig a Horvát Köztársaság külügyminisztere Franjo Gregurić kormányában. 1992-ben az ország ENSZ-nagykövete volt. Később a HDZ és a párt Központi Bizottságának tagja lett. Társalapítója, alelnöke és elnöke a Nemzetközi Viktimológiai Társaságnak. 1998-ban a Zágrábi Egyetem professor emeritusává választották. 1999. április 15-től 2000. január 27-ig volt igazságügyi miniszter. Ebben a ciklusban indított pert népirtás miatt Horvátország Jugoszlávia ellen a hágai Nemzetközi Bíróság előtt. 2000-ben elnökjelölt volt, de a választást utolsóként fejezte be, végül Stjepan Mesić nyert. 2010-ben csatlakozott a Hrvatski rast (Hrast) mozgalomhoz,de hamar otthagyta, és visszatért a HDZ-hez. Tagja volt számos nemzetközi szervezetnek, köztük az Amerikai Kriminológiai Társaságnak, az Amerikai Jogi és Orvostudományi Társaságnak, a Jogi és Orvosi Világtársaságnak és a Büntetőjogi Nemzetközi Szövetségnek.

## Családja
Első feleségétől, Inge Perko Šeparovićtól, két gyermeke született. Duško lánya, a biológia doktora, aki az USA-ban dolgozik az AIDS elleni gyógyszert kutató intézetben, míg fia, Borut, a „Montažstroj" avantgárd színház igazgatója. Második felesége Branka Šeparović a horvát televízió újságírója volt.